# هارون بيسلي
هارون بيسلي (بالإنجليزية: Aaron Beasley)‏ هو لاعب كرة قدم أمريكية أمريكي، ولد في 7 يوليو 1973 في Pottstown, Pennsylvania ‏ في الولايات المتحدة.

## وصلات خارجية
- هارون بيسلي على موقع مرجع كرة القدم المحترفة.كوم (الإنجليزية)